# Wojciech Żakowski
Wojciech Żakowski (ur. 9 kwietnia 1929 w Warszawie, zm. 29 maja 1993 tamże) – polski matematyk, profesor zwyczajny Politechniki Warszawskiej.

## Życiorys
Syn pochodzącego z rodziny ziemiańskiej Tadeusza Żakowskiego i Anny z Brzezińskich. W 1947 zdał maturę w I Państwowym Liceum i Gimnazjum im. Mikołaja Kopernika w Łodzi, a następnie powrócił do Warszawy, gdzie rozpoczął studia na Wydziale Łączności Politechniki Warszawskiej. Równocześnie od 1949 studiował matematykę na Uniwersytecie Warszawskim. Studia ukończył kolejno w 1952 i 1954. Również od 1949 był nauczycielem matematyki w szkołach średnich, a od 1950 przez rok pracował jako asystent na Politechnice Warszawskiej. Od 1951 wykładał na Wojskowej Akademii Technicznej. W 1959 przedstawił i obronił w Instytucie Matematycznym PAN przygotowaną pod kierunkiem prof. Witolda Pogorzelskiego pracę Zagadnienia ciągłe i nieciągłe w teorii funkcji analitycznych i uzyskał stopień doktora nauk matematycznych, w 1962 przedstawił tam pracę habilitacyjną O pewnych zagadnieniach brzegowych funkcji analitycznych i własnościach całek osobliwych. W 1961 zrezygnował z pracy na Uniwersytecie Warszawskim, a w 1963 z wykładania na WAT. Od 1963 był docentem i kierownikiem Zakładu Metod Matematycznych Informatyki na Wydziale Elektroniki Politechniki Warszawskiej, w 1967 został profesorem nadzwyczajnym, a od 1969 kierownikiem zakładu w Instytucie Matematyki PW, gdzie w 1977 został profesorem zwyczajnym. Kierował Studium Podstawowych Problemów Techniki, był założycielem i dziekanem Wydziału Fizyki Technicznej i Matematyki Stosowanej oraz prodziekanem Wydziału Elektroniki. Od 1973 do 1980 był przewodniczącym Zespołu Dydaktyczno-Wychowawczego Podstawowych Problemów Techniki przy Ministerstwie Nauki, Szkolnictwa Wyższego i Techniki, w latach 1975-1981 był członkiem Komitetu Nauk Matematycznych PAN. W 1978 został wybrany na trzyletnią kadencję wiceprezesa Zarządu Głównego Polskiego Towarzystwa Matematycznego, następnie od 1981 do 1984 był członkiem tego zarządu.
Pochowany na cmentarzu Powązkowskim w Warszawie (kw. 94, rząd I, grób 23-30).

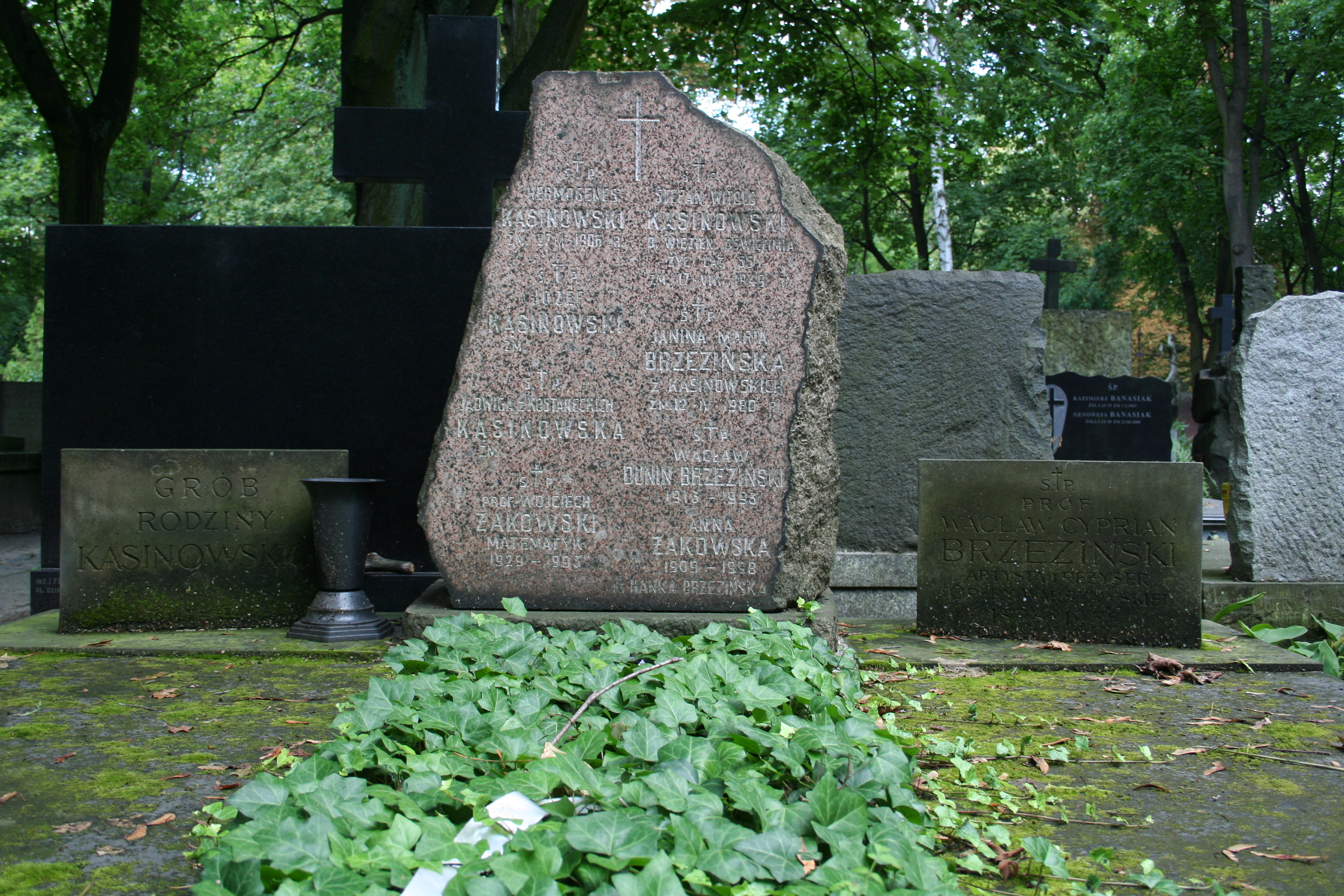
Grób Wacława Brzezińskiego i Wojciecha Żakowskiego na warszawskim cmentarzu Powązkowskim

## Dorobek naukowy
Autor ponad 100 prac z zakresu zagadnień brzegowych w teorii funkcji analitycznych, równań różniczkowych i całkowych, teorii obwodów elektrycznych, metod matematycznych informatyki. Wojciech Żakowski był autorem lub współautorem podręczników matematyki dla szkół wyższych technicznych, twórca skryptów, artykułów w czasopismach branżowych i popularnonaukowych, uczestnik programów telewizyjnych.

## Odznaczenia
- Krzyż Oficerski Orderu Odrodzenia Polski;
- Medal Komisji Edukacji Narodowej.